# Марк, Оньиньечи
Оньиньечи Марк (англ. Onyinyechi Mark; род. 5 июля 2001 года, Умуахиа, Нигерия) — нигерийская пауэрлифтерша-паралимпийка. Чемпионка летних Паралимпийских игр 2024 в Париже.

## Спортивные результаты
| Год  | Турнир                          | Место проведения | Категория | Результат | Место |
| ---- | ------------------------------- | ---------------- | --------- | --------- | ----- |
| 2021 | Чемпионат мира                  | Тбилиси          | до 61 кг  | 131       | 2     |
| 2022 | Игры Содружества 2022           | Бирмингем        | до 61 кг  | NM        | NM    |
| 2023 | Чемпионат мира                  | Дубай            | до 61 кг  | 146       | 1     |
| 2024 | Летние Паралимпийские игры 2024 | Париж            | до 61 кг  | 150       | 1     |